# Einar Englund
Einar Englund (Ljugarn, 1916. június 17. – Visby, 1999. június 27.) svéd származású finn zeneszerző.